# P-grupo
En matemáticas, dado un número primo p, un p-grupo es un grupo en el que cada elemento tiene como orden una potencia de p: cada elemento es de orden potencia prima. Esto es, para cada elemento g del grupo, existe un entero no negativo n tal que g elevado a la potencia pn es igual al elemento identidad. Tales grupos son también llamados como p-primos o simplemente primos.
Un grupo finito es un  p-grupo si y sólo si su orden (su cardinalidad) es una potencia de p. El resto de este artículo trata sobre p-grupos finitos. Como ejemplo de un p-grupo abeliano infinito se tiene el grupo de Prüfer, y como ejemplo de un p-grupo simple infinito podemos ver el grupo de Tarski.

## Propiedades

### Centro no trivial
Uno de los primeros resultados que se deducen es que el centro de un p-grupo finito no trivial no puede ser el subgrupo trivial.
Este hecho constituye la base para muchos de los métodos inductivos en la teoría de p-grupos.
Por ejemplo, el normalizador N de un subgrupo propio H de un p-grupo finito G propiamente contiene a H, ya que para cualquier contraejemplo con H=N, el centro Z está contenido en N, y a su vez en H, pero entonces ha un ejemplo menor H/Z cuyo normalizador en G/Z es N/Z=H/Z, creando un descenso infinito. Como corolario, todo p-grupo finito es nilpotente.
De otro lado, todo subgrupo normal de un p-grupo finito tiene intersección distinta de la trivial con el centro. En particular, todo subgrupo normal minimal de un p-grupo finito es de orden p y está contenido en el centro. Es más, el subgrupo generado por los subgrupos normales minimales de un p-grupo finito es el subgrupo cuyo centro es aquel formado por los elementos centrales de orden p.
Si G es un p-grupo, entonces también lo es G/Z, y por lo tanto también tiene centro no trivial. La preimagen en G del centro de G/Z se llama segundo centro. Generalizando lo comentado anteriormente sobre el subgrupo generado por los subgrupos normales minimales de un p-grupo (en notación inglesa socle), un p-grupo finito con orden pn 
contiene subgrupos normales de orden pi con 0 ≤ i ≤ n, y cualquier subgrupo normal de orden pi es contenido en el i-ésimo centro Zi. Si un subgrupo normal no está contenido en Zi, entonces su intersección con Zi+1 tiene un tamaño como mínimo pi+1.

### Automorfismos
El grupo de automorfismos de los p-grupos son bien conocidos. Dado que todo p-grupo finito tiene un centro no trivial, el grupo de automorfismos interiores es un cociente propio del grupo, todo p-grupo finito tiene un grupo de automorfismos externos no trivial. Todo automorfismo de G induce un automorfismo sobre G/Φ(G), donde Φ(G) es el subgrupo de Frattini de G. El grupo cociente (grupo factor)  G/Φ(G) es un grupo abeliano elemental y su grupo de automorfismos es un grupo lineal general. La aplicación desde el grupo de automorfismos de G en este grupo lineal ha sido estudiado por Burnside, quien demostró que el núcleo de dicha aplicación es un p-grupo.

## Clasificación
Los grupos de orden pn, con 0≤ n ≤ 4 fueron clasificados muy pronto en la historia de la teoría de grupos. Trabajos más recientes han extendido dichas clasificaciones a grupos cuyo orden divide a p7, aunque el gran número de familias de estos grupos crece tan rápidamente que otras clasificaciones bajo estas líneas se consideran incomprensibles para la mente humana (Leedham-Green y McKay, 2002, p. 214). Un ejemplo es (Hall y Senior, 1964), que clasifica grupos de orden {\displaystyle 2^{n},n\leq 6,}.
En lugar de clasificar los grupos por el orden, Philip Hall propuso usar la noción de isoclinismo de grupos, una relación de equivalencia más amplia que la de isomorfismo de grupo pero que contiene a esta última, i.e., dos grupos isomorfos son isoclínicos, pero no tiene por qué ocurrir lo contrario (Hall, 1940).